# Æthelbald (Sherborne)
Æthelbald († zwischen 918 und 925) war Bischof von Sherborne. Er wurde 918 zum Bischof geweiht und trat sein Amt im gleichen Jahr an. Er starb zwischen 918 und 925.